# 대구삼덕초등학교
대구삼덕초등학교는 대한민국 대구광역시 중구 삼덕동3가에 있는 공립 초등학교로 이 학교는 KBO리그 통산 타율 3할 3푼 1리라는 경이로운 기록을 남긴 고 장효조 전 감독과 2011년부터 2014년까지 삼성 라이온즈의 왕조를 이끈 류중일 LG 트윈스 감독의 모교이다, 특히 씩씩이들이 많다

## 학교 연혁
- 1938-04-06 대구삼립정공립심상소학교로 개교(설립인가 3월 12일)
- 1941-04-01 대구삼립정공립국민학교로 개칭
- 1946-03-19 대구삼덕국민학교로 개칭
- 1966-03-02 65학급 편성(개교이래 최다 학급)
- 1996-03-01 대구삼덕초등학교로 교명 변경
- 1999-01-25 컴퓨터실 설치(컴퓨터 40대)
- 2008-07-15 대구삼덕초등학교 신관 완공
- 2009-02-02 투명 방음벽 설치
- 2009-05-21 급식실, 체육관(삼덕예관) 완공
- 2009-07-14 보건실 현대화 사업, 영어체험실, 갤러리급식실, 삼덕예관 개관
- 2009-10-01 삼덕 슬기샘 도서관 이전 개관
- 2009-12-24 생태학습지 비오톱(Bio-Top) 설치
- 2015-12-02 2015대구광역시교육감배 학교스포츠클럽대회 배구 남·여 우승(교육감 표창)
- 2015-12-04 2015 세대공감 편지쓰기 대회 대상(미래창조과학부장관 상장)
- 2015-12-23 2015 교육활동 유공학교(교과외 영역부분, 교육장 표창)
- 2015-12-30 2015 비산업부문 온실가스 감축 우수 사업장 선정 (환경부장관 표창)
- 2018-05-29 제47회 전국소년체육대회 여자배구 1위(금메달)
- 2018-11-26 2018 대구광역시교육감배 학교스포츠클럽대회 배구 여초부 우승, 남초부 3위
- 2018-12-26 2018 팔공수련과정 야영형 우수(교육감 상장)
- 2019-03-01 대구삼덕초등학교병설유치원 개원(2학급 (꽃잎반, 열매반) 편성)
- 2023-03-01 20학급 편성(특수 2학급 포함), 병설유치원 2학급
- 2023-03-01 제31대 전병완 교장 부임
- 2024-06-29 2024 대구광역시교육감배 학교 스포츠 클럽배구대회 여초부, 남초부 3위
- 2025-02-10 제 82회 졸업식(졸업생 78명)

## 관련 문화재
삼덕초등학교 구 관사는 1938년 대구덕산공립심상소학교 교장 관사로 건축된 목조건축물로, 외관을 비늘판 붙임으로 하는 등 일본식 주거건축의 특징을 잘 갖추고 있으며, 근대 시기 대구지역에 건립된 교육관련 시설 가운데 현존하는 몇 안 되는 관사 건물로 가치가 있어 2013년 12월 20일 대한민국 등록문화재 제581호로 지정되었다.

## 참고 자료
- 대구삼덕초등학교 - 한국교육학술정보원 학교알리미